# Brasnorte
Brasnorte est une municipalité brésilienne située dans l'État du Mato Grosso.

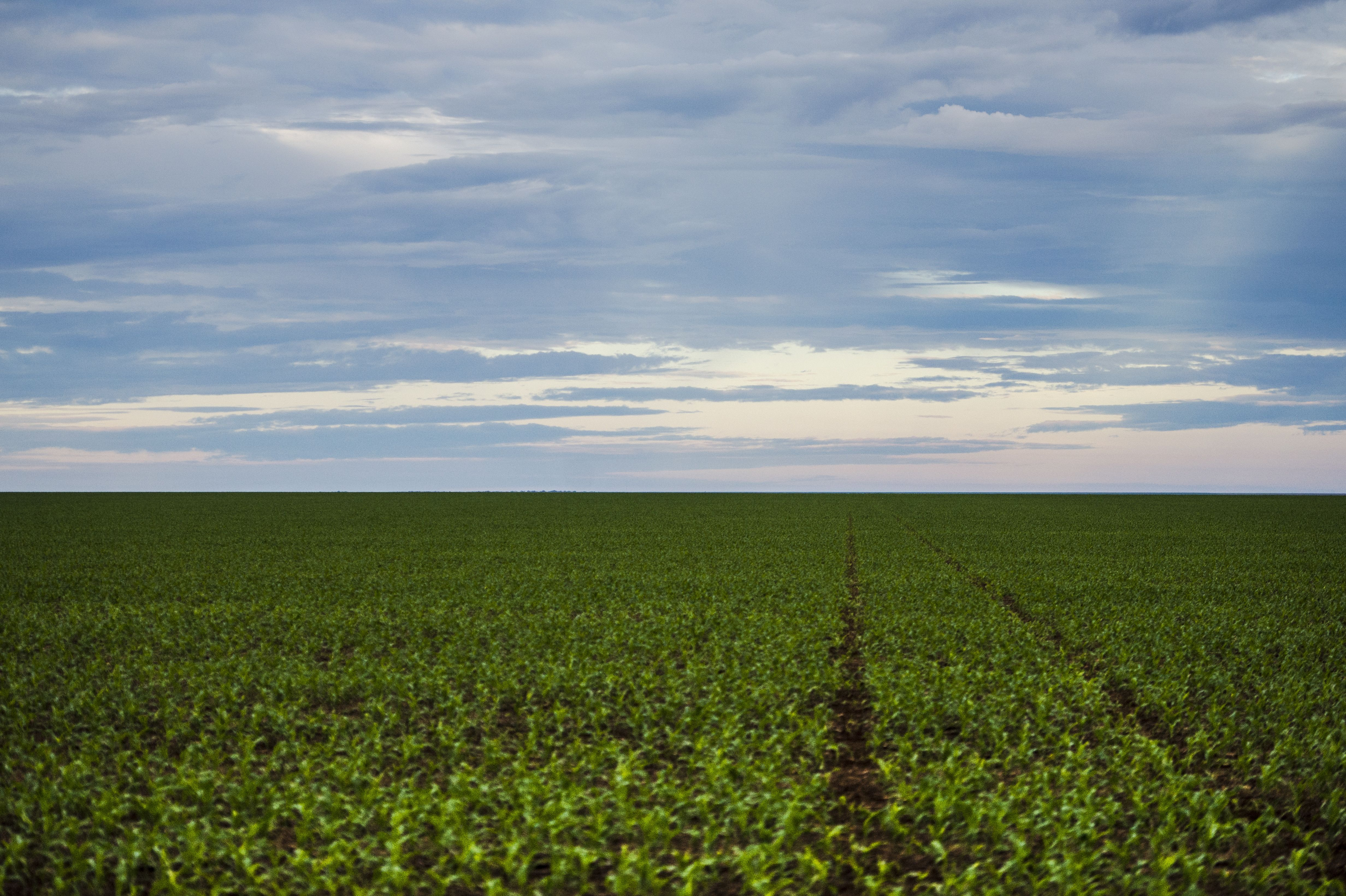
Zone de plantation de soja dans la municipalité de Brasnorte, au nord-ouest du Mato Grosso. (Marcelo Camargo/Agência Brésil)